# Movila
Movila là một xã thuộc hạt Ialomița, România. Dân số thời điểm năm 2002 là 2218 người.